# Bilousove, Velîka Oleksandrivka
Bilousove (în ucraineană Білоусове) este localitatea de reședință a comunei Bilousove din raionul Velîka Oleksandrivka, regiunea Herson, Ucraina.

## Demografie
Componența lingvistică a localității Bilousove
     Ucraineană (90,97%)
     Rusă (7,58%)
     Alte limbi (0,72%)
Conform recensământului din 2001, majoritatea populației localității Bilousove era vorbitoare de ucraineană (90,97%), existând în minoritate și vorbitori de rusă (7,58%).